# WX Pyxidis
Désignations
WX Pyxidis est une étoile variable cataclysmique de la constellation de la Boussole. Ses émissions de rayons X ont été découvertes en 1984, après quoi on a recherché le système qui en est à l'origine en lumière visible. Il est classé comme une polaire intermédiaire, composé d'une naine blanche et d'une naine rouge avec un type spectral calculé de M2V, en orbite proches l'une de l'autre. La rotation de l'étoile dégénérée est telle qu'elle ne présente pas la même face à l'autre étoile, et ce malgré leur proximité. La naine blanche tourne sur son axe toutes les 25 minutes. On estime que les deux objets mettent 5,3 heures pour orbiter l'une autour de l'autre et le système est distant de 1 530 parsecs de la Terre.